# Amtsgericht Gerstungen
Das Amtsgericht Gerstungen (bis 1879 Justizamt Gerstungen) war ein von 1850 bis 1949 bestehendes Gericht der ordentlichen Gerichtsbarkeit mit Sitz in Gerstungen.

## Geschichte
Im Zuge der 1850 im Großherzogtum Sachsen-Weimar-Eisenach erfolgten Trennung der Rechtsprechung von der Verwaltung und der zeitgleichen Aufhebung der Patrimonialgerichtsbarkeit wurde ein Justizamt zu Gerstungen geschaffen, dessen Bezirk das aufgelöste Amt Gerstungen umfasste, also die damaligen Gemeinden Abteroda, Auenheim (mit Rienau), Berka/Werra, Dankmarshausen, Dippach, Fernbreitenbach, Gasteroda, Gerstungen, Göringen, Gospenroda, Großensee, Hausbreitenbach, Herda (mit Kratzeroda und Lutzberg), Horschlitt, Lauchröden (mit Schmalweihhof), Neustädt, Sallmannshausen, Unterellen, Untersuhl, Vitzeroda und Wünschensuhl (mit Dietrichsberg).
Mit Inkrafttreten des Gerichtsverfassungsgesetzes am 1. Oktober 1879 wurde das Justizamt in das Amtsgericht Gerstungen umgewandelt und gleichzeitig dem neu errichteten Landgericht Eisenach zugeordnet. Dabei wurde Gerstunger Gerichtsbezirk um den bis dahin zum Justizamt Tiefenort zählenden Gemeindebezirk Frauensee erweitert.
Nachdem 1920 Sachsen-Weimar-Eisenach in Thüringen aufgegangen war, kam es am 1. Oktober 1923 zu einer landesweiten Neuordnung der bisherigen Amtsgerichtssprengel. So wurden die Orte Frauensee und Vitzeroda vom Amtsgericht Gerstungen abgetrennt und dem Amtsgericht Vacha zugeteilt.
Am 1. Oktober 1949 wurde das Amtsgericht Gerstungen aufgehoben und dessen Bezirk dem Amtsgericht Eisenach zugeteilt.